# Анатолівка (Генічеський район)
Анато́лівка — село в Україні, у Нижньосірогозькій селищній громаді Генічеського району Херсонської області.

## Основні відомості
Колишній центр Анатолівської сільської ради.
Відстань до центру територіальної громади, селища Нижні Сірогози — 33 км, до залізничної станції Сірогози — 24 км.
Населення, за переписом 2001 року, становило 481 осіб.
Вулиці: Ю. Гагаріна, Молодіжна. 
День села святкується у жовтні.
24 лютого 2022 року село тимчасово окуповане російськими військами під час російсько-української війни.

## Історія
- Село утворене у кінці 1930-х років (приблизно 1939 рік) з розрізнених хуторів (Єлизаветівка, Юзівка, Тодорівка, Сосновиця та ін.), які, у свою чергу, засновані в кінці 19 століття переселенцями з Київської губернії[2] переважно польської національності.
- Освоєння земель та заснування хуторів пов'язане з виконанням царського указу 1866 року про поземельний устрій державних селян відповідно до якого переселенці користувалися пільгами (відсутність земельного податку на 10 років, звільнення від рекрутської повинності та інше).
- Радянська окупація почалась в 1918 році.
- Не оминули село масові репресії, що здійснювалися в СРСР в 1930-і — 1950-і роки. В перші роки колективізації було створено колгосп «Нове Село», та вже в 1932 році цей колгосп було розпущено. Постановою бюро Нижньосірогозського райкому КП(б)У «Про розпуск колгоспів, притягнення до відповідальності їх правлінь, вилучення промислового краму з сільрад за зрив хлібозаготівельної кампанії» від 27 січня 1932 р. зазначено: «Розпустити колгоспи: „Червоний Колос“ Петрівської сільради та „Нове Село“ Анатолівської сільради за те, що вони, підпавши під куркульський вплив, вперто не виконують січневого хлібозаготівельного завдання. Зобов'язати фракції РВК й РКГС протягом 2-х днів оформити розпуск цих колгоспів… Зобов'язати фракцію РКГС негайно оформити притягнення правління цих колгоспів до карної відповідальності… За абсолютно незадовільні темпи січневих хлібозаготівель вилучити весь дефіцітний пром[исловий] крам по Зорянській сільраді і 50 % по Анатолівській й Олександрівській сільрадах.»[3]
- Село постраждало внаслідок голодомору 1932–1933 та 1946–1947 років. Статистичних даних про кількість постраждалих не має, однак, окремі свідчення очевидців — які проживали, на той час, в Анатолівці та в сусідніх селах, свідчать про величезний голод та велику кількість загиблих від нього.[4] [1]
- Під час Другої світової війни з вересня 1941 року село було окуповане німецькими військами. Радянські війська звільнили населений пункт наприкінці жовтня 1943 року. На фронтах Другої світової війни боролися з ворогом 142 жителя села, 90 з них загинули, 48 — удостоєні нагород.
- Господарство хуторів було об'єднане в єдиний колгосп — «Червона зірка» (пізніше колгосп ім. Димитрова). За колгоспом ім. Димитрова було закріплено 5142 га сільськогосподарських угідь, у тому числі 4909 га орної землі, з них 190 га зрошуємої. Площа під садами була 16 га, під баштанними культурами — 30 га. Господарство зернового і м'ясо-молочного напряму, спеціалізувалося на розведенні овець.[5] В кінці 1990-х років, у зв'язку з розпаюванням земель та майна, колгосп ім. Димитрова припинив своє існування. На його землях утворилися сільськогосподарське ТОВ «Анатолівське» та фермерські господарства.
- 12 червня 2020 року, відповідно до розпорядження Кабінету Міністрів України № 726-р «Про визначення адміністративних центрів та затвердження територій територіальних громад Херсонської області», увійшло до складу Нижньосірогозької селищної громади[6].
- 19 липня 2020 року, в результаті адміністративно-територіальної реформи та ліквідації  Нижньосірогозького району увійшло до складу Генічеського району[7].
- 24 лютого 2022 року село тимчасово окуповане російськими військами під час російсько-української війни.[1]

## Населення
Згідно з переписом УРСР 1989 року чисельність наявного населення села становила 520 осіб, з яких 238 чоловіків та 282 жінки.
За переписом населення України 2001 року в селі мешкало 476 осіб.

### Мова
Розподіл населення за рідною мовою за даними перепису 2001 року:
| Мова       | Відсоток |
| ---------- | -------- |
| українська | 90,64 %  |
| російська  | 6,86 %   |
| молдовська | 2,49 %   |

## Економіка
Основою економіки сільськогосподарських та фермерських господарств села є рослинництво: вирощування пшениці, ячменю та соняшнику. Домашні господарства зайняті вирощуванням овочів та злакових культур на присадибних ділянках, а також утримуванням м'ясо-молочної худоби та свійських птахів.
У селі працюють:
- ТОВ «Анатолівське» (2015 р.) та фермерські господарства.
- Сільське комунальне підприємство «Вікторія», що обслуговує 3 артезіанські свердловини та постачає воду жителям села через водогін довжиною 6 кілометрів.
- Заклади торгівлі.

## Освіта, культура
- Анатолівська загальноосвітня школа І-ІІ ступенів. Здійснюється підвоз учнів з с. Догмарівка.
- Анатолівський дошкільний навчальний заклад «Веселка».
- Сільський клуб.

## Люди
- Приходько Клавдія Григорівна — Заслужений агроном Української РСР (звання присвоєно у 1987 році), головний агроном ТОВ «Анатолівське», с. Анатолівка. Нагороджена також двома орденами Леніна, орденом Жовтневої революції, двічі нагороджена бронзовими медалями ВДНГ СРСР, трудовою відзнакою — орденом «Знак Пошани».
- Яворський Петро Петрович — директор ТОВ «Анатолівське», колишній голова колгоспу ім. Димитрова, почесний громадянин Нижньосірогозського району.
- За успіхи в праці 65 колгоспників нагороджені орденами і медалями, серед яких: орденом Леніна — доярка П. І. Тушевская, орденом Жовтневої Революції — бригадир комплексної бригади Н. А. Попка, двома орденами Трудового Червоного Прапора — голова колгоспу С. Р. Тишковський, орденами Трудового Червоного Прапора — скотар Д. І. Гурчик, тракторист А. І. Марковський, шофер А. А. Попка, доярка П. Ф. Слонівська.